# Hendschiken
Hendschiken is een gemeente en plaats in het Zwitserse kanton Aargau en maakt deel uit van het district Lenzburg.
Hendschiken telt 1.040 inwoners.